# Герцог Романьи
Герцог Романьи — дворянский титул, относящийся к папскому пэрству.

## История
Был создан в 1501 году папой Александром VI и советом кардиналов для сына понтифика и герцога Валентинуа Чезаре Борджиа после его завоевания им Романьи, Урбино и Камерино.
Като-Камбрезийский мир разделил Романью между семьёй Фарнезе, герцогством Пармы и Пьяченцы, домом Эсте, герцогством Модена и Реджио и Папской областью, которая осталась с большей частью региона. В 1860 году папа Пий IX передал Романью провинцией Итальянскому королевству. По законам Итальянской республики дворянские титулы Италии прекратили свое существование с падением монархического режима.

## Носители титула
- Чезаре Борджиа,[3][4][1]
- Луиза Борджиа,[5]
- Папы Римские до XIX века